# 游戏书
游戏书（英语：Gamebook）是一种虚构性的文学作品。它结合了书和游戏的因素，让读者在读书的过程中选择继续下去的路线，让故事的情节以自己的选择而发展下去，并最终达到一定的结局。 游戏书的知名度曾在80年代时达到顶峰，在西方国家的青少年中大受欢迎。
在游戏书中，通常会使用第二人称，让读者以书中的角色去“玩”游戏；页码或段落一般都编了号码，以便方便读者在书中“穿行”。读者一般会从书的第一页开始读起，到了书本某一页或某一段结束时，会出现一段岔口，让读者自己选择向哪个方向前进，并翻到选项旁所提供的页数。有些游戏书（如《战斗幻想》系列）甚至会要求读者记录分数、扔色子、“收集”自己在故事情节中找到的物件等，并需要找到一定的东西、知道某些密码，或打败了足够的敌人才能最终获胜。 最终可能通向失败、通向死亡、通向胜利的结局，甚至于永无止境的循环，都由读者自己决定。
以下是一段典型的情节岔口：
如果你决定回家，請翻至第四頁。
若你決定繼續等著，就翻到第五頁。

## 著名的游戏书系列
| 序 | 翻译书名         | 原名                      | 出版年代  | 出版国家 | 作者                         | 备注                                     |
| -- | ---------------- | ------------------------- | --------- | -------- | ---------------------------- | ---------------------------------------- |
| 1  | 觀眾選角扮演     | Choose Your Own Adventure | 1979-1998 | 美国     | 美国众书作家                 | 自2007年开始重印                         |
| 2  | 给你一身鸡皮疙瘩 | Give Yourself Goosebumps  | 1995-2000 | 美国     | R.L.斯坦                     | 改编自作者另一套儿童畅销书《鸡皮疙瘩》。 |
| 3  | 战斗幻想         | Fighting Fantasy          | 1982-1995 | 英国     | 史蒂夫·杰克逊、伊恩·利文斯通 | 自2002年开始重印                         |
| 4  | 孤狼             | Lone Wolf                 | 1984-1998 | 美国     | 乔·代弗                      | 自2010年开始重印                         |